# گورمیت سینگ کولار
گورمیت سینگ کولار (انگلیسی: Gurmit Singh Kullar; ۱۹۰۷ – ۴ فوریهٔ ۱۹۹۲) بازیکن هاکی روی چمن اهل هند بود.
وی به‌همراه تیم ملی هاکی روی چمن مردان هند به قهرمانی بازی‌های المپیک تابستانی ۱۹۳۲ دست پیدا کرده‌است.